# Stephan Kammer
Stephan Kammer (* 1969) ist ein Schweizer Germanist.

## Leben
Er studierte Germanistik, neuere allgemeine Geschichte, Soziologie und Kunstgeschichte an der Universität Basel. Nach der Promotion 2000 an der Universität Basel und der Habilitation 2011 an der Johann Wolfgang Goethe-Universität Frankfurt am Main ist er seit 2015 Professor für Neuere deutsche Literatur an der Ludwig-Maximilians-Universität München.
Seine Forschungsschwerpunkte sind deutschsprachige Literaturen des 17. bis 21. Jahrhunderts im medialen Kontext, europäische Moderne, Literatur- und Wissensgeschichte der Schrift, des Schreibens und der Philologie sowie Theorie und Geschichte der Künstlichkeit.

## Schriften (Auswahl)
- Figurationen und Gesten des Schreibens. Zur Ästhetik der Produktion in Robert Walsers Prosa der Berner Zeit. Tübingen 2003, ISBN 3-484-15102-1.
- mit Roger Lüdeke (Hg.): Texte zur Theorie des Textes. Stuttgart 2005, ISBN 3-15-017652-2.
- mit Karin Krauthausen (Hg.): Hubert Fichtes Medien. Zürich 2014, ISBN 3-03734-448-2.
- Überlieferung: Das philologisch-antiquarische Wissen im frühen 18. Jahrhundert. Berlin 2017, ISBN 3-11-051620-9.